# Hypnelus
A Hypnelus a madarak (Aves) osztályának harkályalakúak (Piciformes) rendjébe, ezen belül a bukkófélék (Bucconidae) családjába tartozó nem.

## Rendszerezés
A nembe az alábbi 2 faj tartozik:
- Hypnelus bicinctus (Gould, 1837)[1] – korábban azonosnak tartották a rozsdástorkú bukkóval[2]
- rozsdástorkú bukkó (Hypnelus ruficollis) (Wagler, 1829)[3]